# ملودرام باش
ملودرام باش (انگلیسی: Be Melodramatic؛ کره‌ای: 멜로가 체질) یک مجموعهٔ تلویزیونی کره جنوبی سال ۲۰۱۹ با بازی چون وو-هی، جون یو بین، هان جی-اون، آن جه-هونگ و گونگ میونگ است. این مجموعه از ۹ اوت تا ۲۸ سپتامبر ۲۰۱۹، روزهای جمعه و شنبه ساعت ۲۰:۳۰ (کی‌اس‌تی) از جی‌تی‌بی‌سی برای ۱۶ قسمتپخش شد.

## خلاصه داستان
یک کمدی عاشقانه که زندگی روزمرهٔ بهترین دوستان ۳۰ ساله، لیم جین جو، لی اون جونگ و هوانگ هان جو را به تصویر می‌کشد.

## بازیگران

### بازیگران اصلی
- چون وو-هی در نقش لیم جین جو[۳][۴]

یک فیلمنامه‌نویس تازه‌کار درام. او از کیم هوان دونگ پس از هفت سال قرارگذاشتن جدا شد.
- جون یو بین در نقش لی اون جونگ[۳]

یک کارگردان مستند که مدیر عامل و تنها کارمند شرکتش است. او به اختلال غم و اندوه طولانی مدت پس از درگذشت دوست‌پسر خود، مبتلا شده‌است و اغلب او را تصور و با او صحبت می‌کند.
- هان جی-اون در نقش هوانگ هان جون[۳]

رهبر تیم بازاریابی یک شرکت تولید درام. او همچنین یک مادر مجرد است.
- آن جه-هونگ در نقش سون بوم سو[۶]

یک کارگردان معروف درام که پنج کار موفق پشت سر هم را فیلمبرداری کرده‌است.
- گونگ میونگ در نقش چو جه هون[۷]

یک کارمند جدید در تیم بازاریابی هان جو. او رابطهٔ پیچیده‌ای با دوست‌دخترش ها یون دارد.

### بازیگران مکمل

#### اطرافیان جین جو
- لی یو جین در نقش کیم هوان-دونگ[۸]

دوست‌پسر سابق لیم جین-جو و دستیار کارگردان سون بوم-سو.
- بک جی-وون در نقش جونگ هه-جونگ[۹]

رئیس سابق جین-جو. او فیلمنامه‌نویس مشهوری در این صنعت است.
- بک سو-هی در نقش لیم جی-یون

خواهر کوچکتر جین-جو

#### اطرافیان اون جونگ
- یون جی-اون در نقش لی هیو-هونگ[۱۰]

برادر کوچکتر اون-جونگ.
- هان جون-وو در نقش هونگ-ده

دوست‌پسر مرحوم اون-جونگ. او اغلب در تصورات او ظاهر می‌شود.
- لی جو-بین در نقش لی سو-مین[۱۱]

او یک سلبریتی برتر و رقیب اون-جونگ است. آنها پیش از اینکه سو-مین مشهور شود، دوست بوده‌اند.
- ریو ابل در نقش کیم آه-رانگ

یک کارگردان مستند و دوست اون-جونگ.

#### اطرافیان هان جو
- سول وو-هیونگ در نقش هوانگ این-کوک

پسر هان-جو و سونگ-هیو.
- کیم یونگ-آه در نقش لی سو-جین[۱۲]

مدیر عامل کمپانی تولید دراما جایی که هان-جو کار می‌کند.
- لی هاک-جو در نقش نو سونگ-هیو

همسر سابق هان-جو و پدر این-کوک.

#### اطرافیان بوم سو
- جونگ سونگ-کیل در نقش سونگ این-جونگ

مدیر کمپانی پخش جی‌بی‌سی جایی که بوم-سو کار می‌کند.
- هو جون-سوک در نقش دونگ-گی[۱۳]

همکار و دوست بوم-سو.
- لی جی-مین در نقش دا-می[۱۴]

او در کافه تریای جی‌بی‌سی کار می‌کند.
- نام یونگ-جو در نقش سول-بی

دوست‌دختر سابق بوم-سو. او یک ترانه‌سرا است که گاهی با هیو-بونگ کار می‌کند.

#### سایر بازیگران
- کیم میونگ-جون در نقش لی مین-جون

مدیر برنامهٔ لی سو-مین. او خودش را وقف او کرده و به نظر می‌رسد که به او علاقمند شده‌است.
- می رام در نقش ها-یون

دوست‌دختر جه-هون.

### بازیگران مهمان
- جین سون کیو در نقش بازیگر (قسمت ۱)[۱۵]
- لی هانی در نقش بازیگر (قسمت ۱)[۱۵]
- کیم دو-یون در نقش خودش (قسمت‌های ۲–۳)[۱۶]
- ویکی میکی در نقش خودشان (قسمت ۳)[۱۷]
- یانگ هیون-مین در نقش بازیگر (قسمت‌های ۴، ۶)[۱۸]
- سون سوک-کو در نقش کیم سانگ-سو (قسمت‌های ۱۰، ۱۲–۱۶)[۱۹]
- جونگ سو مین در نقش سون جو (قسمت ۱۶)[۲۰]

## تولید
لی بیونگ هون که نویسنده و کارگردان این مجموعه است، در سال ۲۰۱۵ پس از انتشار فیلم بیست، کار بر روی آن را آغاز کرد. وی اظهار داشت که «می‌خواست دربارهٔ داستان‌های مردم، نه فقط زنان، که پس از خارج شدن از روابط از نو شروع کرده‌اند، صحبت کند. این داستان بیش از آن بود که در طول دو ساعت بچرخد بنابراین [او] از قالب درام استفاده کرد.»
عنوان اولیهٔ این مجموعه، رسوایی یوییدو (여의도 스캔들 ،Yeouido Scandal) بود. در ابتدا برنامه‌ریزی شده بود که در سال ۲۰۱۷ از شبکهٔ تی‌وی‌ان پس از یک ادیسه کره‌ای پخش شود، با این حال، این اتفاق نیفتاد.
اولین جلسهٔ فیلمنامه خوانی در ۱۳ مارس ۲۰۱۹ در سانگام-دونگ، سئول، کره جنوبی انجام شد.
بازیگر اوه سونگ-یون که برای بازی در نقش لی هیو-بونگ انتخاب شده بود، در ۱۲ ژوئیه ۲۰۱۹ پس از درگیر شدن در شریک بودن و کمک در ارتکاب جرم رانندگی هنگام مستی، از درام برکنار شد. همان‌طور که گروه نیاز داشتند که همه صحنه‌های او را از قسمت ۱ تا ۱۴ دوباره فیلمبرداری کنند، بنابراین پخش درام دو هفته، از ۲۶ ژوئیه تا ۹ اوت، به تأخیر افتاد. در ۱۹ ژوئیه تأیید شد که یون جی-اون جایگزین اوه سونگ-یون شده‌است.

## آمار بینندگان
| فصل | فصل | شمارهٔ قسمت | شمارهٔ قسمت | شمارهٔ قسمت | شمارهٔ قسمت | شمارهٔ قسمت | شمارهٔ قسمت | شمارهٔ قسمت | شمارهٔ قسمت | شمارهٔ قسمت | شمارهٔ قسمت | شمارهٔ قسمت | شمارهٔ قسمت | شمارهٔ قسمت | شمارهٔ قسمت | شمارهٔ قسمت | شمارهٔ قسمت | میانگین |
| فصل | فصل | ۱          | ۲          | ۳          | ۴          | ۵          | ۶          | ۷          | ۸          | ۹          | ۱۰         | ۱۱         | ۱۲         | ۱۳         | ۱۴         | ۱۵         | ۱۶         | میانگین |
| --- | --- | ---------- | ---------- | ---------- | ---------- | ---------- | ---------- | ---------- | ---------- | ---------- | ---------- | ---------- | ---------- | ---------- | ---------- | ---------- | ---------- | ------- |
|     | ۱   | ن/م        | ن/م        | ن/م        | ن/م        | ن/م        | ن/م        | ن/م        | ن/م        | ن/م        | ن/م        | ن/م        | ن/م        | ن/م        | ن/م        | ن/م        | ۴۲۵        | N/A     |

| ۱ | ۹ اوت ۲۰۱۹      | من قصد ندارم چیزی مثل عشق را دوست داشته باشم (나는 사랑 같은 거 안 해)                                                             | ۱٫۷۹۰٪ |
| ۲ | ۱۰ اوت ۲۰۱۹     | اگر او کارگردان است، آیا نباید دوست دختر داشته باشد؟ موضوع این است که او هیچ شانسی ندارد^^ (감독이면 여친 없겠네요? 재수 없어서^^) | ۱٫۰۳۵٪ |
| ۳ | ۱۶ اوت ۲۰۱۹     | آیا تو در کنار مردی هستی که من دوستش دارم؟ (제가 좋아하는 남자 쪽에 속하나요?)                                                     | ۱٫۷۲۳٪ |
| ۴ | ۱۷ اوت ۲۰۱۹     | آیا قصد انتقال دارید؟ چه آدم نیکوکاری! (갈아탈 텐가? 이런 박애주의자!)                                                             | ۱٫۵۳۱٪ |
| ۵ | ۲۳ اوت ۲۰۱۹     | این آسان نیست اما بسیار سرگرم‌کننده است. خوش به حال ما (쉽진 않겠지만 엄청 재밌을거예요. 잘해봐요 우리)                             | ۱٫۵۹۶٪ |
| ۶ | ۲۴ اوت ۲۰۱۹     | من شنیدم. من شنیدم… (정 들었어요. 정 들었다고...)                                                                                  | ۱٫۴۷۸٪ |
| ۷ | ۳۰ اوت ۲۰۱۹     | می‌توانم تورا ببوسم؟ فقط بوسه! (키스해도 돼요? 키스만!)                                                                             | ۱٫۵۴۴٪ |
| ۸ | ۳۱ اوت ۲۰۱۹     | من نمی‌دانم قبلاً چگونه بودم… (모르겠어 내가 어땠는지...)                                                                            | ۱٫۱۹۰٪ |
| ۹ | ۶ اوت ۲۰۱۹      | چرا تردید دارید، به احتمال زیاد هیجان زده‌اید؟ (뭘 망설여, 설레고 그러냐 혹시?)                                                     | ۱٫۵۲۱٪ |
| ۱۰ | ۷ اوت ۲۰۱۹      | آیا چیزی باعث حسادت شما می‌شود؟ (뭔가 질투가 난달까?)                                                                               | ۱٫۸۴۹٪ |
| ۱۱ | ۱۳ اوت ۲۰۱۹     | چیزی وجود دارد که باید بدانم … قلب من که نویسنده را دوست دارد (해결해야 될 일이 있어요… 작가님 좋아하는 내 마음)                   | ۱٫۰۱۶٪ |
| ۱۲ | ۱۴ سپتامبر ۲۰۱۹ | عشق بهترین چیز در جهان است (사랑은 세상에서 제일 좋은 것)                                                                          | ۱٫۳۲۴٪ |
| ۱۳ | ۲۰ سپتامبر ۲۰۱۹ | چرا از آنجا خارج می‌شوید… ؟ (네가 거기서 왜 나와... ?)                                                                              | ۱٫۲۷۰٪ |
| ۱۴ | ۲۱ سپتامبر ۲۰۱۹ | آیا می‌خواهی تو را در آغوش بگیرم؟ چون برات خیلی سخته… (내가 안아줄까요? 당신 힘드니까...)                                           | ۱٫۶۵۱٪ |
| ۱۵ | ۲۷ سپتامبر ۲۰۱۹ | امروز باید کمی دلسرد شوم (오늘은 좀 실망을 해야겠어요)                                                                             | ۱٫۴۸۹٪ |
| ۱۶ | ۲۸ سپتامبر ۲۰۱۹ | من تمام زندگی‌ام را در این دما گذرانده‌ام (지금 정도의 온도로 평생 옆에 있어♡)                                                       | ۱٫۸۰۳٪ |
| میانگین | میانگین         | میانگین | ۱٫۴۸۸٪ |
| - در جدول بالا، اعداد آبی کمترین رتبه را دارند و اعداد قرمز بالاترین رتبه را نشان می‌دهند. - این درام از یک کانال کابلی/پولی تلویزیون پخش می‌شود که در مقایسه با تلویزیون آزاد/پخش کننده‌های عمومی (اس‌بی‌اس، کی‌بی‌اس، ام‌بی‌سی و ئی‌بی‌اس) به‌طور معمول مخاطبان نسبتاً کمتری دارد. |                 | |        |

## جوایز و نامزدی‌ها
| سال  | مراسم جوایز                           | دسته                                | گیرنده                                                                     | نتیجه    | منابع  |
| ---- | ------------------------------------- | ----------------------------------- | -------------------------------------------------------------------------- | -------- | ------ |
| ۲۰۱۹ | یازدهمین جوایز موسیقی ملون            | بهترین اواس‌تی                       | «عطر شامپوی تو در گل‌ها» (Your Shampoo Scent In The Flowers) – جانگ بوم-جون | نامزدشده |        |
| ۲۰۱۹ | بیست و یکمین جوایز موسیقی آسیایی ام‌نت | بهترین اواس‌تی                       | «عطر شامپوی تو در گل‌ها» – جانگ بوم-جون                                     | نامزدشده | [ ۲۸ ] |
| ۲۰۲۰ | پنجاه و ششمین جوایز هنری بکسانگ       | بهترین بازیگر تازه‌کار زن (تلویزیون) | جون یو بین                                                                 | نامزدشده | [ ۲۹ ] |